# 222. Infanterie-Division (Deutsches Kaiserreich)
Die 222. Infanterie-Division war ein Großverband der Preußischen Armee innerhalb des Deutschen Heeres im Ersten Weltkrieg.

## Geschichte
Die Division wurde am 22. September 1916 an der Westfront zusammengestellt. Aufgrund schwerer Verluste löste man dort den Verband am 14.
September 1918 auf.

### Gefechtskalender

#### 1916
- 22. September bis 25. Oktober – Stellungskämpfe im Oberelsass
- 01. bis 26. November – Schlacht an der Somme
- ab 27. November – Stellungskämpfe an der Somme

#### 1917
- bis 15. März – Stellungskämpfe an der Somme
- 15. März bis 5. April – Stellungskämpfe an der Aisne
- 06. April bis 27. Mai – Doppelschlacht an der Aisne und in der Champagne
- 28. Mai bis 23. Oktober – Stellungskämpfe am Chemin des Dames
- 24. Oktober bis 2. November – Nachhutkämpfe an und südlich der Ailette
- ab 3. November – Stellungskämpfe nördlich der Ailette

#### 1918
- bis 20. März – Stellungskämpfe nördlich der Ailette
- 21. März bis 6. April – Große Schlacht in Frankreich
- 07. April – Kämpfe im Niederwald von Coucy und an der unteren Ailette
- 08. bis 9. April – Sturm auf Coucy le Chateau, Verfolgung bis zum Oise-Aisne-Kanal
- 10. April bis 5. Mai – Stellungskämpfe nördlich der Ailette
- 08. Mai bis 8. Juni – Kämpfe an der Avre, bei Montdidier und Noyon
- 09. Juni bis 20. Juli – Kämpfe an der Avre und an der Matz
  - 09. bis 13. Juni – Schlacht bei Noyon
- 20. bis 25. Juli – Abwehrschlacht zwischen Soissons und Reims
- 26. Juli bis 3. August – Bewegliche Abwehrschlacht zwischen Marne und Vesle
- 04. bis 16. August – Stellungskämpfe zwischen Oise und Aisne
- 17. August bis 4. September – Abwehrschlacht zwischen Oise und Aisne
- 14. September – Auflösung der Division

## Kriegsgliederung vom 7. Februar 1918
- 7. Infanterie-Brigade
  - Reserve-Infanterie-Regiment Nr. 81
  - Infanterie-Regiment Nr. 193
  - Infanterie-Regiment Nr. 397
  - 3. Eskadron/Ulanen-Regiment „von Katzler“ (Schlesisches) Nr. 2
- Artillerie-Kommandeur Nr. 222
  - Feldartillerie-Regiment Nr. 278
- Pionier-Bataillon Nr. 222
- Divisions-Nachrichten-Kommandeur Nr. 222

## Kommandeure
| Dienstgrad   | Name              | Datum                                  |
| ------------ | ----------------- | -------------------------------------- |
| Generalmajor | Hans Küster       | 30. September 1916 bis 21. Januar 1917 |
| Generalmajor | Fritz von Triebig | 22. Januar 1917 bis 14. September 1918 |